# Tayu (distriktshuvudort i Indonesien)
Tayu är en distriktshuvudort i Indonesien.   Den ligger i provinsen Jawa Tengah, i den västra delen av landet, 500 km öster om huvudstaden Jakarta. Tayu ligger 9 meter över havet och antalet invånare är 26 413.
Terrängen runt Tayu är huvudsakligen platt, men åt sydväst är den kuperad. Havet är nära Tayu åt nordost. Det finns inga andra samhällen i närheten. 